# Añón de Moncayo
Pour les articles homonymes, voir Anon.

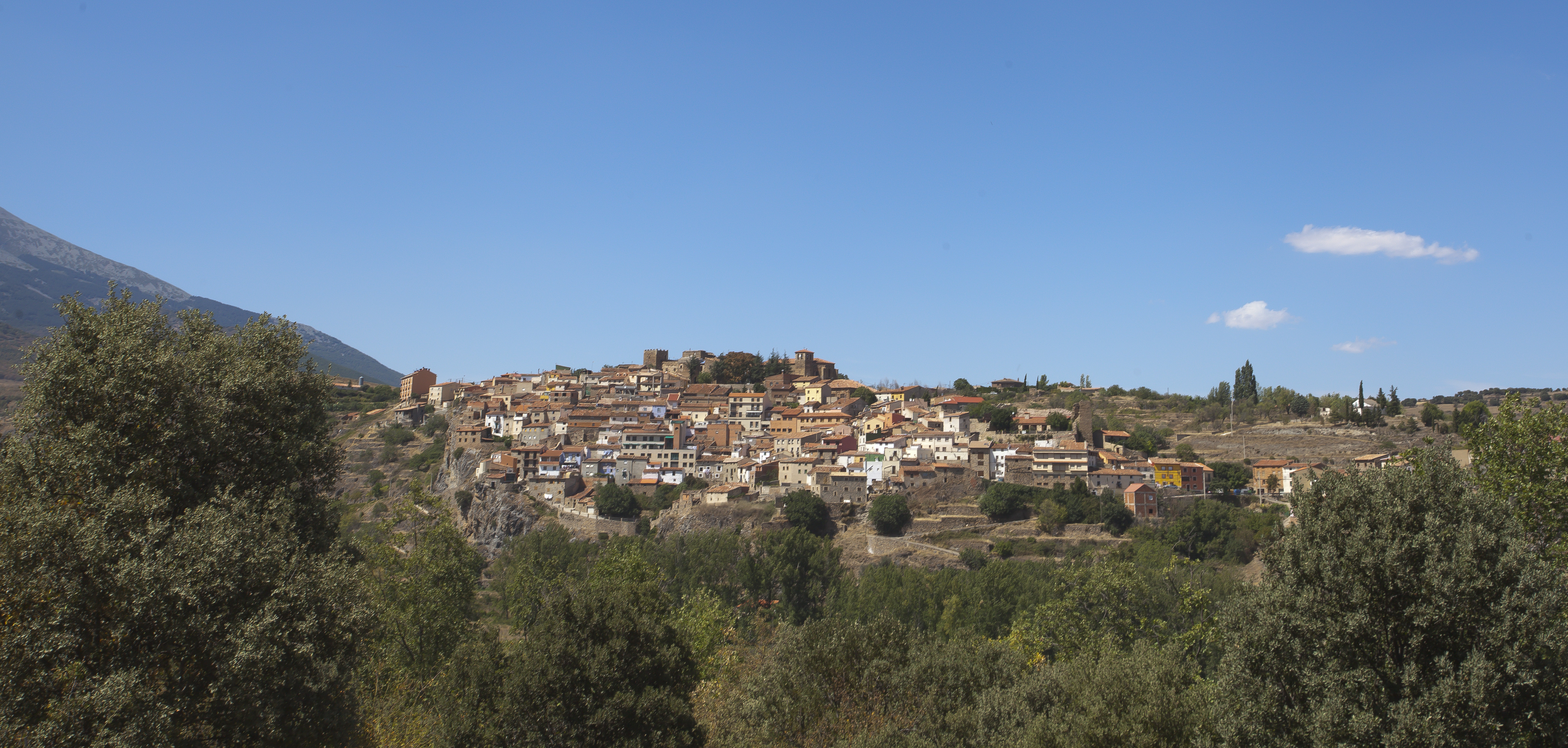

Añón de Moncayo (Jusqu'en 1991, il s'appelait Añón) est une commune d’Espagne, dans la province de Saragosse, communauté autonome d'Aragon. Elle appartient à la comarque de Tarazona y el Moncayo